# Młodzieżowe Indywidualne Mistrzostwa Szwecji na Żużlu 2004
Młodzieżowe Indywidualne Mistrzostwa Szwecji na Żużlu 2004 – cykl turniejów żużlowych, mających wyłonić najlepszych szwedzkich żużlowców w kategorii do 21 lat, w sezonie 2004. Tytuł wywalczył Fredrik Lindgren. 

## Finał
- Målilla, 2 lipca 2004

| Msc. | Zawodnik                 | Klub           | Pkt   |  |  |
| ---- | ------------------------ | -------------- | ----- |  |  |
| 1    | Fredrik Lindgren         | Team Dalakraft | 13 +3 |  |  |
| 2    | Antonio Lindbäck         | Masarna        | 13 +2 |  |  |
| 3    | Jonas Davidsson          | Rospiggarna    | 12 +3 |  |  |
| 4    | Sebastian Aldén          | Masarna        | 12 +2 |  |  |
| 5    | Daniel Davidsson         | Rospiggarna    | 12 +1 |  |  |
| 6    | Eric Andersson           | Rospiggarna    | 10    |  |  |
| 7    | Mattias Nilsson          | Bysarna        | 8     |  |  |
| 8    | Niklas Fridell           | Indianerna     | 7     |  |  |
| 9    | Tobias Messing           | Eldarna        | 6     |  |  |
| 10   | Johan Engman             | Indianerna     | 6     |  |  |
| 11   | Ricky Kling              | Luxo Stars     | 5     |  |  |
| 12   | rez. Sebastian Bengtsson | Kaparna        | 5     |  |  |
| 13   | Andreas Lekander         | Griparna       | 4     |  |  |
| 14   | Robert Pettersson        | Bajen Speedway | 3     |  |  |
| 15   | Linus Jansson            | Getingarna     | 2     |  |  |
| 16   | Andreas Messing          | Eldarna        | 2     |  |  |
| 17   | Tomas Karlsson           | Ornarna        | 0     |  |  |